# 中島紳介
中島 紳介（なかじま しんすけ、1955年5月7日 – ）は、アニメ関連のフリー編集者、フリーライター。

## 略歴
群馬県高崎市出身。大学時代の1975年、円谷プロを取材し、竹内博と知り合ったことがきっかけで、竹内の主催での特撮研究団体「怪獣倶楽部」の結成に参加。アニメ・特撮関連のフリー編集者、フリーライターの活動に入る。
株式会社まんだらけの発行するカタログ誌まんだらけZENBUに『PUFFと怪獣倶楽部の時代』を連載中。2017年のテレビドラマ「怪獣倶楽部〜空想特撮青春記〜」は同連載を原案としている。

## 著書

### 単著
- 井川浩の壮絶編集者人生 トイズプレス 2017

### 共著
- イデオンという伝説 中島紳介, 斎藤良一, 永島收 著 太田出版 1998 (オタク学叢書)
- ボトムズ・アライヴ 岡島正晃, あさのまさひこ, 中島紳介 著 太田出版 2000 (オタク学叢書)